# 4889 Praetorius
4889 Praetorius è un asteroide della fascia principale del diametro medio di circa 18,39 km. Scoperto nel 1982, presenta un'orbita caratterizzata da un semiasse maggiore pari a 3,0985606 UA e da un'eccentricità di 0,1927824, inclinata di 13,90056° rispetto all'eclittica.